# Jean-Luc Monterosso
 (septembre 2017).
Si vous disposez d'ouvrages ou d'articles de référence ou si vous connaissez des sites web de qualité traitant du thème abordé ici, merci de compléter l'article en donnant les références utiles à sa vérifiabilité et en les liant à la section « Notes et références ».
Jean-Luc Monterosso (né en 1947) est l'un des fondateurs et directeur de la Maison européenne de la photographie, à Paris (MEP) de 1996-2018.

## Biographie
Diplômé en philosophie, il intègre en 1974 l'équipe de préfiguration du Centre Pompidou.
En 1979, nommé délégué général de l'association Paris Audiovisuel, il crée la biennale du mois de la photo à Paris.
En 1986, il fonde avec Christian Mayaud la revue La Recherche Photographique, éditée par Paris Audiovisuel et l’université Paris VIII et en confie la rédaction en chef à André Rouillé. De 1986 à 1996, Jil est responsable de l’Espace photo des Halles, établissement qui disparaîtra lors de l’ouverture de la Maison européenne de la photographie, en février 1996.
En 2004, les villes de Berlin, Vienne, Rome et Bratislava s’associent au Mois de la Photo qui prend le nom de Mois Européen de la photographie. De 2011 à 2013, Jean-Luc Monterosso assume la direction artistique du festival de la photo méditerranéenne à Sanary-sur-Mer (Photomed).
Il est directeur de la collection Les grands photographes chez Pierre Belfond, et signe chaque année depuis 2010 avec Dominique Goutard, sur Arte, l’émission Arte Vidéo Night, consacrée à la création vidéo et numérique.

## Récompenses
- 1998 : Prix de la Société de photographie du Japon
- 2000 :  Commandeur de l'ordre des Arts et des Lettres[1]